# Армяк

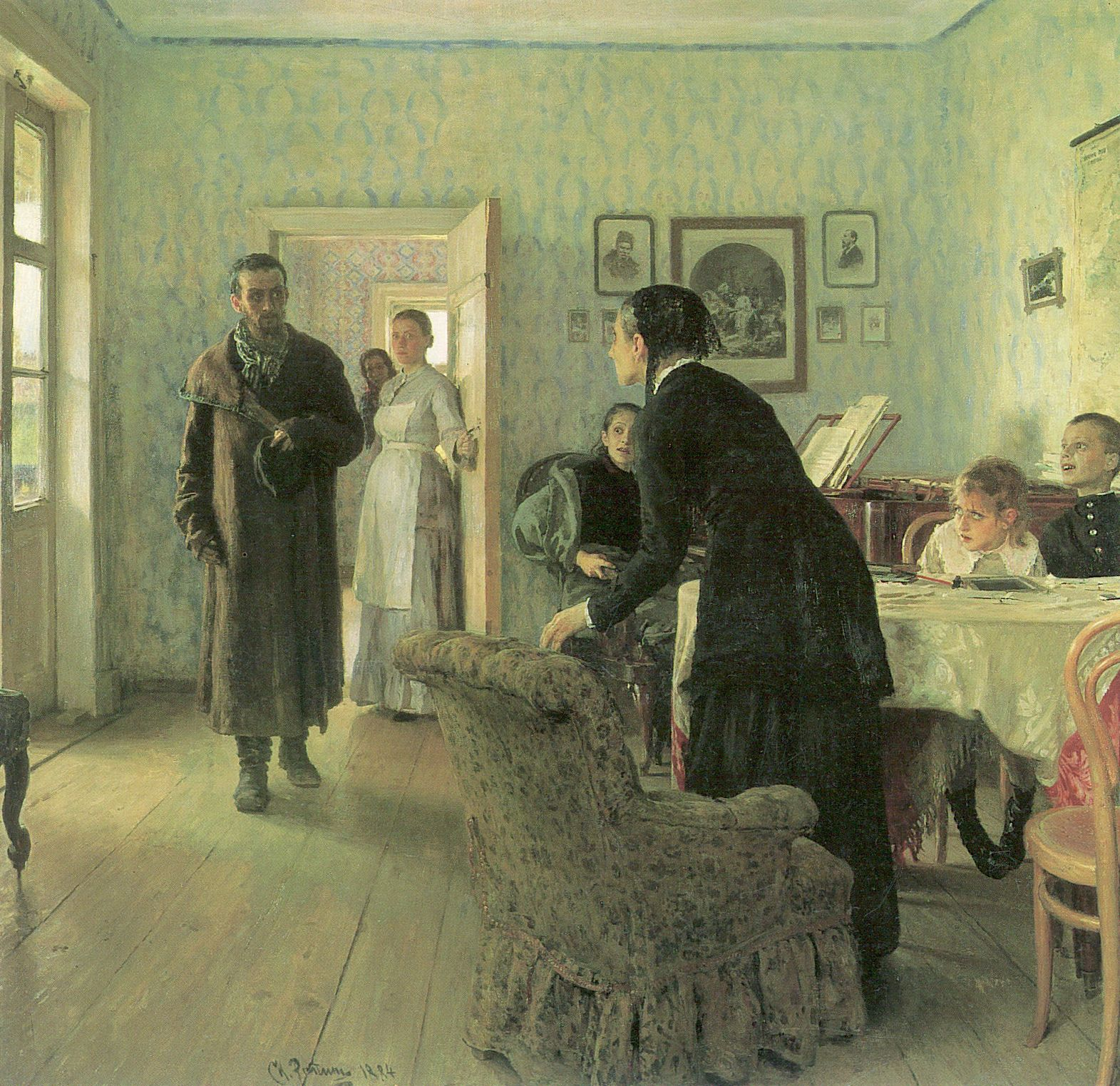
Главный герой картины Репина «Не ждали» одет в армяк

Армяк (существовал вариант написания «ормяк», ныне вышедший из употребления) — верхняя долгополая одежда из грубой шерстяной ткани (изначально из верблюжьей шерсти). С капюшоном, без пуговиц, застёжек, запахивается ремнём. Напоминает шерстяной тёплый халат. Носят зимой, в холодное время.
В России — кучерской кафтан, крестьянская одежда. Известна на Руси с XIII века. Армяк представлял собой длинный, тёплый, просторный халат без сборок. Подпоясывался обязательно цветным кушаком. В XIX веке «серый армяк» был символом низших сословий России
Как правило, армяк носили с гречневиком из поярка.

## Этимология
Впервые в российских письменных источниках упоминается в описи имущества 1582 года. В «Словаре Академии Российской», изданном в 1789 году, предполагалось, что своё название ткань получила от слова «Армения», так как именно из Армении изначально ткань ввозилась в Россию. Согласно словарю Фасмера, слово заимствовано из тат. ärmäk — «одежда из верблюжьей шерсти, армяк».
Из армяшной шерсти шили армяшные ферези.

## Ткань
На Руси выделывался из серой, коричневой или черноватой ткани домашней выделки — армячины или сермяги.
Армяк — особого рода шерстяная ткань, употреблявшаяся в России для приготовления мешков артиллерийских зарядов. Поскольку ткань эта, находясь в складах, подвергалась сильной порче от моли, то с 1866 года введена для той же цели ткань из шёлковых охлопков.